# North Middletown (Kentucky)
North Middletown è un comune degli Stati Uniti d'America, situato nello Stato del Kentucky, nella contea di Bourbon.